# Procampylaspis lutensis
Procampylaspis lutensis är en kräftdjursart som beskrevs av Jones 1984. Procampylaspis lutensis ingår i släktet Procampylaspis och familjen Nannastacidae. Inga underarter finns listade i Catalogue of Life.